# Poeciliopsis scarlli
Poeciliopsis scarlli, tên thông thường là Michoacan livebearer, là một loài cá nước ngọt thuộc chi Poeciliopsis trong họ Cá khổng tước. Loài này được mô tả lần đầu tiên vào năm 1985.
Miller và cộng sự đã liệt kê P. scarlli là một danh pháp đồng nghĩa của Poeciliopsis turrubarensis. Sự phân loại đối với loài cá này cần được nghiên cứu lại.

## Từ nguyên
Loài cá này đã được đặt theo tên của John Scarll, một nhà nhập khẩu cá người Anh, người đã giúp thu thập mẫu vật của chúng.

## Phân bố và môi trường sống
P. scarlli có phạm vi phân bố ở Trung Mỹ. Loài cá này được tìm thấy ở các sông suối nước ngọt thuộc các bang Guerrero và Michoacán (Mexico).

## Mô tả
Chiều dài cơ thể lớn nhất được ghi nhận ở P. scarlli là 4,5 cm, thuộc về một cá thể mái; cá đực của loài P. scarlli có chiều dài cơ thể lớn nhất được ghi nhận là 3 cm. Sau khoảng 28 ngày mang thai, cá mái có thể cho ra đời khoảng từ 10 đến 20 con cá bột.